# Diosaz
Die Diosaz ist ein kleiner Gebirgsfluss in Frankreich, der im Département Haute-Savoie in der Region Auvergne-Rhône-Alpes verläuft. Sie entspringt im Gebirgsmassiv der Aiguilles Rouges, an der Südflanke des Gipfels Mont Buet (3096 m), im nordöstlichen Gemeindegebiet von Passy, entwässert generell Richtung Südwest durch ein weitgehend unbesiedeltes Gebiet und mündet nach rund 15 Kilometern an der Gemeindegrenze von Servoz und Les Houches als rechter Nebenfluss in die Arve. Auf ihrem Weg bildet die Diosaz die Grenze zwischen dem Natura 2000-Reservat Aiguilles Rouges und dem nationalen Naturreservat Passy.

## Orte und Gemeinden am Fluss
(Reihenfolge in Fließrichtung)
- Passy
- Chamonix-Mont-Blanc
- Le Bouchet, Gemeinde Servoz
- La Ferme, Gemeinde Les Houches

## Sehenswürdigkeiten
- Gorges de la Diosaz[6], Schlucht im Unterlauf des Flusses